# Lambert Rohrböck
Lambert Rohrböck (* 17. September 1917 in Fallbach; † 9. Juni 2003 ebenda) war ein österreichischer Politiker (ÖVP) und Landwirt. Er war von 1964 bis 1981 Abgeordneter zum Landtag von Niederösterreich. 
Rohrböck besuchte die Volksschule und wechselte danach an die Landwirtschaftsschule Retz. Er diente zwischen 1939 und 1945 im Zweiten Weltkrieg und war nach dem Krieg als Landwirt Fallbach tätig, wobei ihm der Berufstitel Ökonomierat verliehen wurde. Er engagierte sich zwischen 1950 und 1970 als Gemeinderat in Fallbach und übte zwischen 1960 und 1965 das Amt des Bürgermeisters aus. Daneben war Rohrböck zwischen 1972 und 1980 als  Bezirksbauernkammerobmann aktiv und hatte von 1972 bis 1978 die Funktion des Hauptbezirksparteiobmanns. Rohrböck vertrat die ÖVP zwischen dem 19. November 1964 und dem 8. April 1981 im Landtag.